# Prut
A Prut (ukránul Прут) egy 953 km hosszú folyó Kelet-Európában. Ukrajnában ered,  Románián és Moldován folyik keresztül, majd a Dunába ömlik, annak második leghosszabb (de vízhozamát tekintve sokadik) mellékfolyója.

## Nevének eredete
A folyó több néven is ismert. Az ókorban a görög források Pyretós (Πυρετός), míg a rómaiak Pyretus néven ismerték. Hérodotosz Porata és Pürétosz néven sorolja fel a szkíták országának folyói között. Biborbanszületettt Konstantin A birodalom kormányzásáról című művében Brut (38. fejezet) és Burat (42. fejezet) neveken említi. A vitatott hitelességű Dzsagfar Tarihi-ben a folyó neve szintén Burat. Ezek egy indo-iráni néptől, valószínűleg a szkítáktól vagy a szarmatáktól származnak, és a szó eredeti alakja *peretu ("gázló"), vagy *pereθu ("széles") lehetett.

## Földrajza
Ukrajnában, az  Ivano-frankivszki területen, az Északkeleti-Kárpátokban, a Hoverla közelében ered. Hegyvidéki szakasza népszerű vadvízi evezőshely. Előbb észak, azután kelet-délkelet, később délkelet felé folyik. A partján fekvő legnagyobb város az ukrajnai Csernyivci. További nagyobb települések a folyón Ukrajnában Jaremcse, Kolomija és Sznyatin. Egy szakaszon határfolyó Ukrajna és Románia között, majd az ukrán–moldáv–román hármashatár után egy 681 km hosszú szakasza a dunai torkolatig határt képez Románia és Moldova között. Alsó szakaszán dél felé folyik. 
1920–1940 között, Besszarábia és Észak-Bukovina szovjet elfoglalása előtt majdnem teljes szakasza Nagy-Romániában volt.
Városok a folyó mentén Romániában Darabani, Moldovában Lipcani, Ungheni, Leova, Cantemir, Cahul és Giurgiulești.
A moldovai Costeștinél duzzasztva van, a folyón vízerőmű működik. Leova alatti folyásán hajózható.
A folyó a román Galac és az ukrán Reni városok közelében, a moldáv Giurgiuleștinél ömlik a Dunába.
Vízgyűjtő területe 27 500 km², ebből 10 990 km² található Romániában. A folyó fő vízutánpótlását a csapadék biztosítja. Vízhozama évszakonként és évenként is erősen ingadozik, az időjárástól függően. Átlagos vízhozama a Csernyivci területen 75 m³/s, de áradáskor ez elérheti az 5000 m³/s-os értéket is. A moldovai Șirăuținál az átlagos vízhozama 1060 m³/s, a maximális vízhozama 3130 m³/s, minimális vízhozama 3,73 m³/s.

## Képek

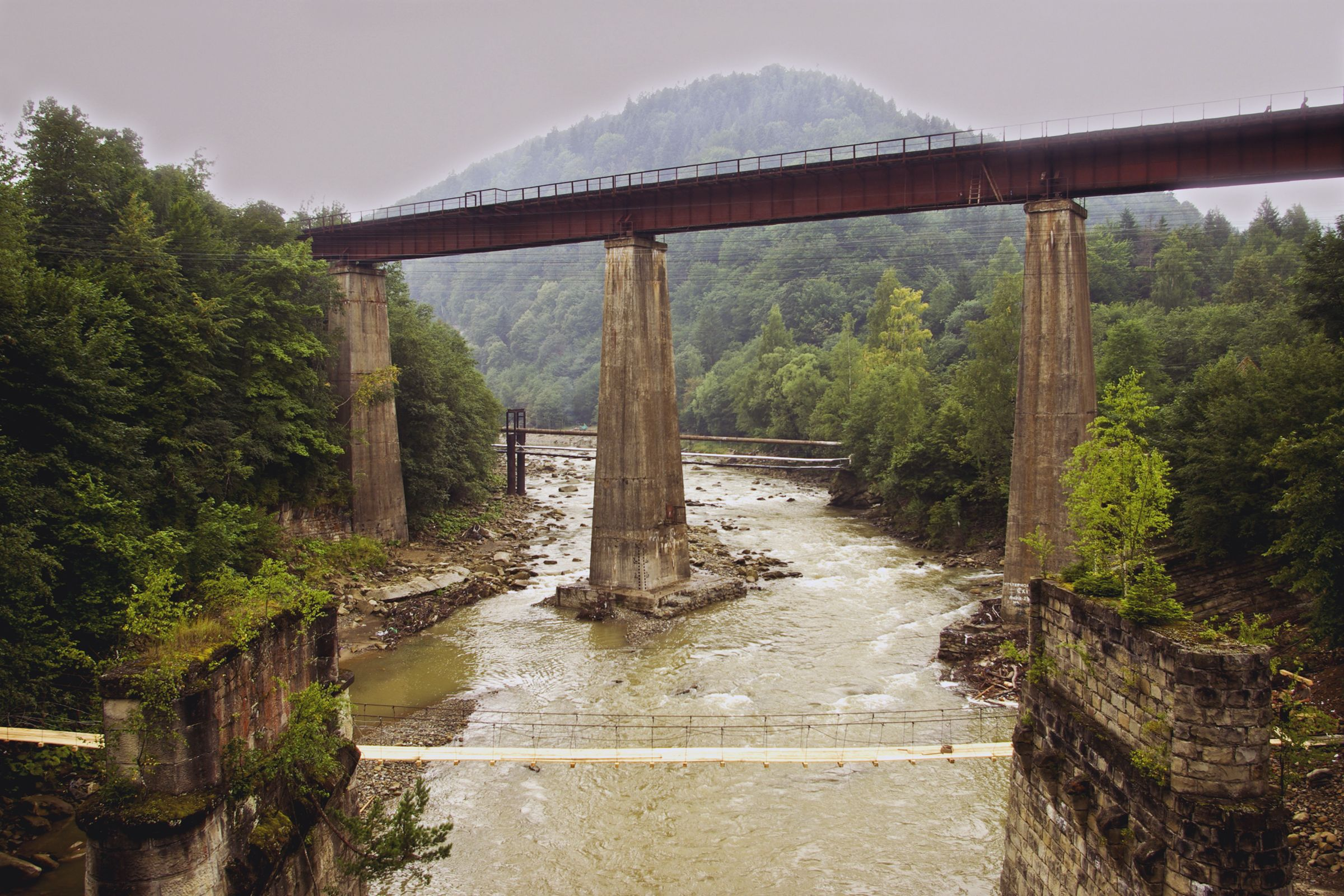
Híd Jaremcsénél, Ukrajna
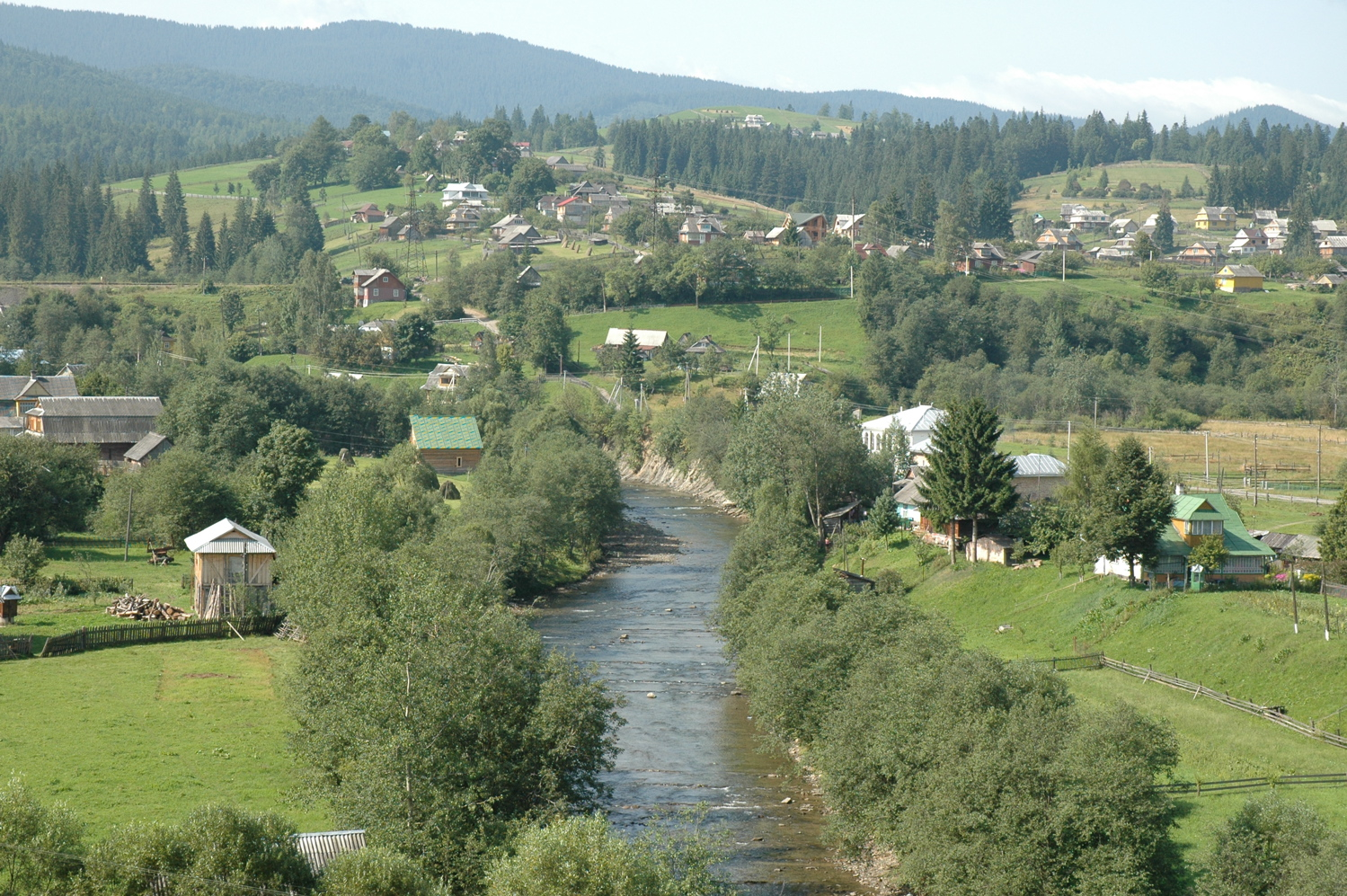
A Prut Vorohtánál
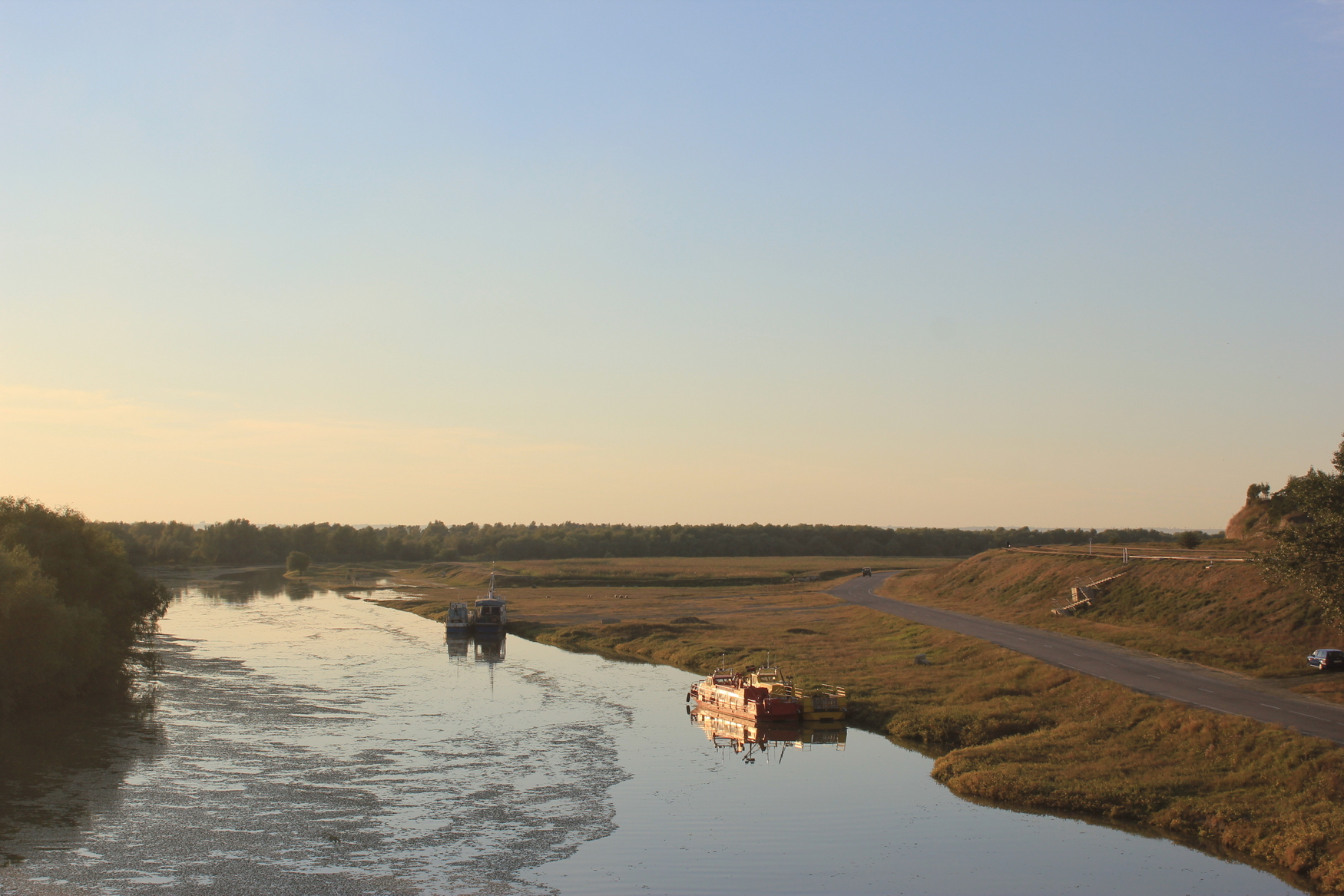
A határfolyó Giurgiulești és a torkolat közelében
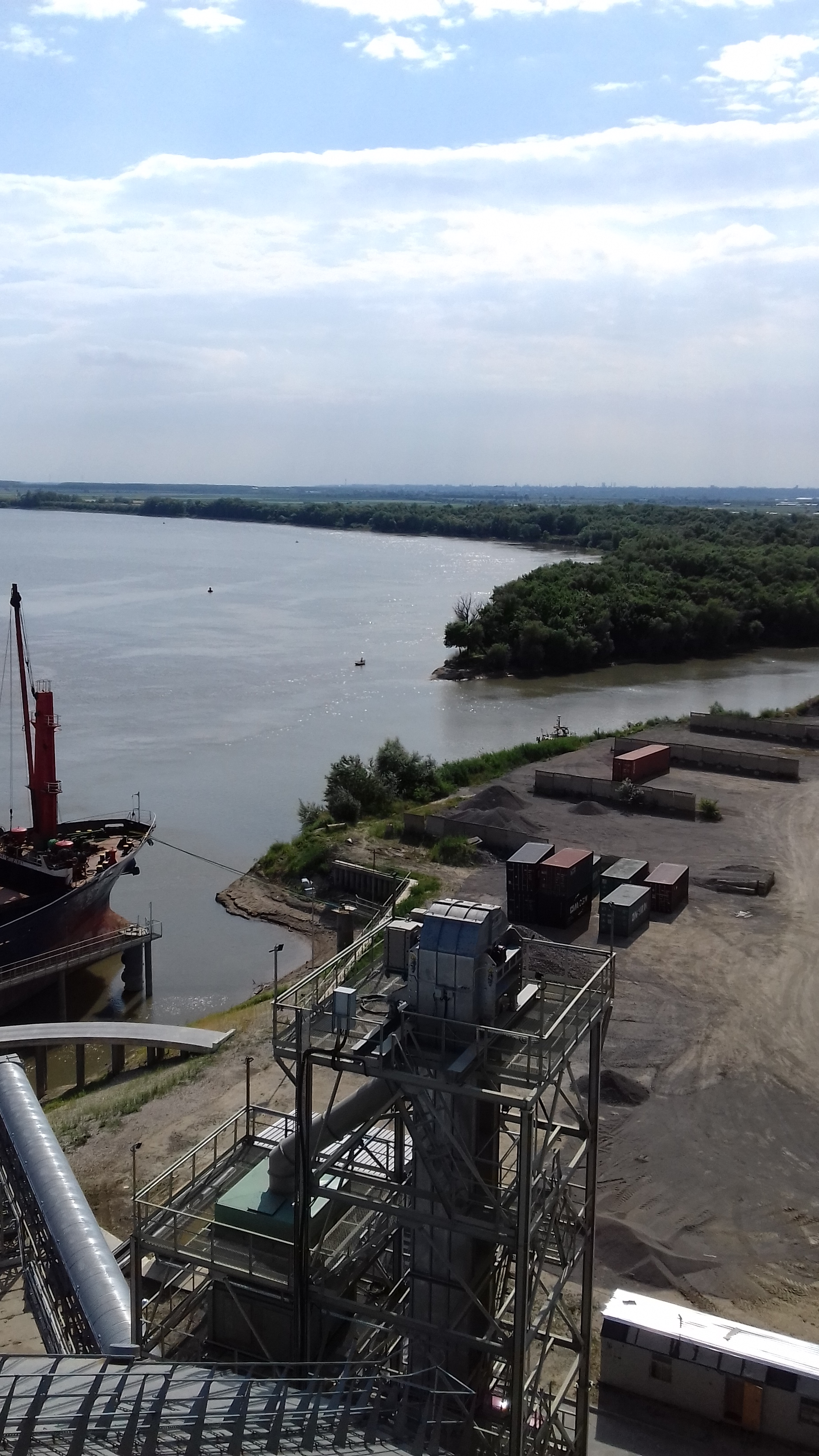
A Prut dunai torkolata

## Külső hivatkozás
- A Prut mondája[halott link]
- A Prut szócikk a Nagy szovjet enciklopédiában (oroszul)
- A Prut az Ukrán Vízügyi Erőforrások Hivatala Dnyeszter–Prut-medencei Igazgatóságának honlapján (Ukránul)
- Проект «Охрана окружающей среды международных речных бассейнов» (SC № 2011/279-666), Environmenatl Protection of International River Basins Project, 2011